# Istanbulské kongresové centrum
Istanbulské kongresové centrum (turecky İstanbul Kongre Merkezi) je konferenční centrum, které se nachází v městské části Harbiye okresu Sisli v Istanbulu v Turecku. Bylo otevřeno 17. října 2009 a je ve vlastnictví města Istanbul. Budova má foyer na úrovni přízemí, několik konferenčních sálů v různých velikostech v pěti podlažích a parkoviště.
V patře B1 je sedm konferenční místností o celkové ploše 509 m² s celkovou kapacitou 488 osob. Největší prostor kongresového centra má rozlohu 3.028 m² a kapacitu 2192 až 3705 osob, zabírá tři patra. Vchod se nachází na patře B2. Na B2 je dalších 8 sálů o velikostech mezi 87-1,300 m² s kapacitou od 104 do 1404 osob. Čtyři z těchto sálů je dělitelných do dvou nebo tří menších prostorů pomocí zvukoizolačních panelů. Patro B3 má celkem 90 menších místností o ploše v rozmezí 20 do 100 m². Patra B4 a B5 jsou výstavní haly o ploše 4278 m² a 5753 m².
Patra B6 a B7 jsou navržena jako parkoviště až pro 850 vozidel. Centrum je spojeno průchodem s İstanbul Lütfi Kırdar Uluslararası Kongre ve Sergi Sarayı.